# Бріелл (Нью-Джерсі)
Бріелл (англ. Brielle) — місто (англ. borough) в США, в окрузі Монмаут штату Нью-Джерсі. Населення — 4982 особи (2020).

## Географія
Бріелл розташований за координатами 40°6′18″ пн. ш. 74°3′46″ зх. д. / 40.10500° пн. ш. 74.06278° зх. д. (40.105062, -74.062755).  За даними Бюро перепису населення США в 2010 році місто мало площу 6,15 км², з яких 4,55 км² — суходіл та 1,60 км² — водойми.

## Демографія
Згідно з переписом 2010 року, у селищі мешкали 4774 особи в 1805 домогосподарствах у складі 1336 родин. Було 2034 помешкання
Расовий склад населення:
| - 94,6 % — білих - 2,5 % — чорних або афроамериканців - 0,9 % — азіатів - 0,1 % — корінних американців |

До двох чи більше рас належало 1,3 %. Частка іспаномовних становила 3,2 % від усіх жителів.
За віковим діапазоном населення розподілялося таким чином: 26,1 % — особи молодші 18 років, 57,0 % — особи у віці 18—64 років, 16,9 % — особи у віці 65 років та старші. Медіана віку мешканця становила 44,9 року. На 100 осіб жіночої статі у селищі припадало 97,3 чоловіків;  на 100 жінок у віці від 18 років та старших — 91,3 чоловіків також старших 18 років.
Середній дохід на одне домашнє господарство  становив 154 819 доларів США (медіана — 122 416), а середній дохід на одну сім'ю — 180 381 долар (медіана — 142 868). За межею бідності перебувало 2,5 % осіб, у тому числі 2,6 % дітей у віці до 18 років та 2,0 % осіб у віці 65 років та старших.
Цивільне працевлаштоване населення становило 2290 осіб. Основні галузі зайнятості: освіта, охорона здоров'я та соціальна допомога — 25,9 %, науковці, спеціалісти, менеджери — 15,1 %, фінанси, страхування та нерухомість — 13,0 %.